# Manoir du But
Le manoir du But est une ancienne demeure fortifiée, de la fin du XVIe siècle ou du début du XVIIe, qui se dresse sur le territoire de la commune française de Saint-Germain-le-Gaillard, dans le département de la Manche, en région Normandie. L'édifice est partiellement inscrit au titre des monuments historiques.

## Localisation
Le manoir est situé à flanc de colline, le long de la rivière du But, sur un tertre rocheux, à 2 kilomètres au nord-ouest de l'église Saint-Germain de Saint-Germain-le-Gaillard, dans le département français de la Manche.

## Historique
L’existence du manoir du But est attestée depuis le XIVe siècle, mais les bâtiments actuels sont postérieurs au XVIe siècle. Dans la fiche Mérimée, il est dit que « le moulin seigneurial était considéré en 1837 comme d'existence immémoriale ». Il appartient au Dr Lefeuvre[Quand ?].

## Description
Le manoir de la fin du XVIe siècle ou du début du XVIIe se présente sous la forme d'un logis en équerre dont l'angle est occupé par une grosse tour ronde, avec une aile en prolongement. Une autre tour, plus petite, a été arasée pratiquement au niveau des toitures.

## Protection
Les façades et toitures — à l'exclusion de celle du pavillon d'entrée récemment ajouté — du manoir et de son moulin sont inscrites au titre des monuments historiques par arrêté du 18 octobre 1983.